# Біатлон на зимових Олімпійських іграх 2006 — естафета (жінки)
Жіноча біатлонна естафета в програмі Олімпійських ігор В турині відбулася 23 лютого 2006 року.
За регламентом вона складалася з чотирьох етапів по 6 км. На кожному етапі спортсменки виконували дві стрільби: в положенні лежачи і положенні стоячи.

## Медалісти
| Золото                                                                        | Срібло                                                                      | Бронза                                                                           |
| Росія · Ганна Богалій · Світлана Ішмуратова · Ольга Зайцева · Альбіна Ахатова | Німеччина · Мартіна Глагов · Андреа Генкель · Катрін Апель · Каті Вільгельм | Франція · Дельфін Перетто · Флоранс Баверель-Робер · Сільві Бекар · Сандрін Байї |

## Результати
| Місце | Номер | Країна                                                                         | Час                                       | Штрафи (К+П)                             | Відставання |
| ----- | ----- | ------------------------------------------------------------------------------ | ----------------------------------------- | ---------------------------------------- | ----------- |
| 1     | 1     | Росія Ганна Богалій Світлана Ішмуратова Ольга Зайцева Альбіна Ахатова          | 1:16:12.5 19:06.3 18:56.2 19:06.8 19:03.2 | 0+1 0+1 0+0 0+1 0+1 0+0 0+0 0+0          | 0.0         |
| 2     | 2     | Німеччина Мартіна Глагов Андреа Генкель Катрін Апель Каті Вільгельм            | 1:17:03.2 19:18.8 19:15.9 19:45.5 18:43.0 | 0+3 1+5 0+1 0+2 0+2 0+0 0+0 1+3 0+0 0+0  | +50.7       |
| 3     | 4     | Франція Дельфін Перетто Флоранс Баверель-Робер Сільві Бекар Сандрін Байї       | 1:18:38.7 20:46.5 19:02.6 19:50.2 18:59.4 | 0+6 0+2 0+2 0+1 0+1 0+0 0+1 0+1 0+2 0+0  | +2:26.2     |
| 4     | 6     | Білорусь Катерина Іванова Ольга Назарова Людмила Ананько Олена Зубрилова       | 1:19:19.6 19:33.0 19:45.8 19:53.9 20:06.9 | 0+5 0+3 0+2 0+0 0+2 0+2 0+0 0+1 0+1 0+0  | +3:07.1     |
| 5     | 3     | Норвегія Тура Бергер Лів Ґрете Пуаре Гун Маргіт Андреасен Лінда Хьорхом        | 1:19:34.4 20:28.1 18:43.2 20:32.0 19:51.1 | 1+6 0+7 1+3 0+1 0+1 0+1 0+0 0+3 0+2 0+2  | +3:21.9     |
| 6     | 5     | Словенія Тея Грегорін Андреа Малі Діяна Грудічек Тадея Бранковіч               | 1:19:55.7 19:45.2 20:09.8 19:44.5 20:16.2 | 0+5 1+6 0+0 0+0 0+0 0+1 0+0 0+0 0+3 1+3  | +3:43.2     |
| 7     | 11    | Польща Христина Палка Магдалена Гвіздонь Катаржина Пониквія Магдалена Гжива    | 1:20:29.3 20:11.1 19:39.3 20:15.5 20:23.4 | 0+4 0+4 0+2 0+1 0+1 0+2 0+1 0+1 0+0 0+0  | +4:16.8     |
| 8     | 9     | Болгарія Павліна Філіпова Радка Попова Ірина Нікульчина Катерина Дафовська     | 1:20:38.7 19:17.7 20:43.1 20:27.2 20:10.7 | 0+5 3+9 0+0 0+0 0+0 1+3 0+3 1+3 0+2 1+3  | +4:26.2     |
| 9     | 7     | КНР Кон Інчао Сунь Жибо Інь Цяо Лю Сяньїн                                      | 1:21:43.7 19:51.1 20:41.5 20:55.3 20:15.8 | 0+5 2+8 0+0 0+0 0+2 1+3 0+1 1+3 0+2 0+2  | +5:31.2     |
| 10    | 12    | Словаччина Анна Мурінова Марцела Павковчекова Мартіна Галінарова Соня Міхокова | 1:21:55.5 21:09.2 20:12.2 20:35.4 19:58.7 | 0+2 0+8 0+0 0+2 0+0 0+3 0+0 0+1 0+2 0+2  | +5:43.0     |
| 11    | 8     | Україна Оксана Хвостенко Олена Петрова Ніна Лемеш Лілія Єфремова               | 1:21:55.5 20:14.2 19:36.7 21:37.5 20:27.1 | 3+7 0+7 0+0 0+0 0+1 0+1 2+3 0+3 1+3 0+3  | +5:43.0     |
| 12    | 15    | Італія Мікела Понца Саскія Сантер Наталі Сантер Барбара Ертл                   | 1:22:42.7 19:22.7 20:38.3 22:01.1 20:40.6 | 0+4 3+5 0+1 0+0 0+2 0+2 0+0 3+3 0+1 0+0  | +6:30.2     |
| 13    | 10    | Чехія Катержина Голубцова Ленка Фастулова Магда Резлерова Зденка Вейнарова     | 1:24:14.8 20:47.3 20:34.8 21:23.6 21:29.1 | 0+5 1+7 0+1 0+0 0+0 0+1 0+3 0+3 0+1 1+3  | +8:02.3     |
| 14    | 16    | Румунія Дана Єлена Плотог'я Ева Тофалві Міхаела Пурдя Александра Русу          | 1:25:13.3 21:26.7 19:38.1 22:09.8 21:58.7 | 1+8 2+10 0+3 0+3 0+0 0+3 0+2 2+3 1+3 0+1 | +9:00.8     |
| 15    | 18    | США Рейчел Стір Трейсі Барнс Ленні Барнс Каролін Трейсі                        | 1:25:20.3 20:31.1 22:07.0 21:21.7 21:20.5 | 0+5 0+6 0+1 0+3 0+2 0+0 0+1 0+1 0+1 0+2  | +9:07.8     |
| 16    | 14    | Японія Томомі Отака Канае Мегуро Тамамі Танака Ікуйо Цукідате                  | 1:26:09.0 23:21.2 19:58.5 21:21.3 21:28.0 | 0+5 4+9 0+2 2+3 0+2 0+0 0+1 1+3 0+0 1+3  | +9:56.5     |
| 17    | 13    | Канада Зіна Кочер Сандра Кейт Мартін Альбер Марі П'єр Парен                    | 1:26:09.7 20:24.3 21:32.8 21:25.2 22:47.4 | 0+1 1+9 0+0 0+1 0+1 0+3 0+0 0+2 0+1 1+3  | +9:57.2     |
| 18    | 17    | Латвія Мадара Лідума Анжела Бріце Лінда Савлака Герда Круміна                  | 1:26:21.3 19:35.8 20:57.9 22:07.3 23:40.3 | 0+5 2+6 0+1 0+2 0+0 0+1 0+1 0+0 0+3 2+3  | +10:08.8    |